# Landry Bluff
Das Landry Bluff ist ein Felsenkliff in der antarktischen Ross Dependency. In den Cumulus Hills des Königin-Maud-Gebirges ragt es unmittelbar nördlich der Einmündung des Logie-Gletschers in den Shackleton-Gletscher auf.
Das Advisory Committee on Antarctic Names benannte es 1968 nach Edward J. Landry, Meteorologe der Wintermannschaften der Byrd-Station im Jahr 1963 und der Amundsen-Scott-Südpolstation im Jahr 1965.